# Dolicheremaeus himalayensis
Dolicheremaeus himalayensis är en kvalsterart som beskrevs av Chakrabarti, Bhaduri och Balsi Chand Kundu 1981. Dolicheremaeus himalayensis ingår i släktet Dolicheremaeus och familjen Tetracondylidae. Inga underarter finns listade i Catalogue of Life.